# Théâtre d'Orsay

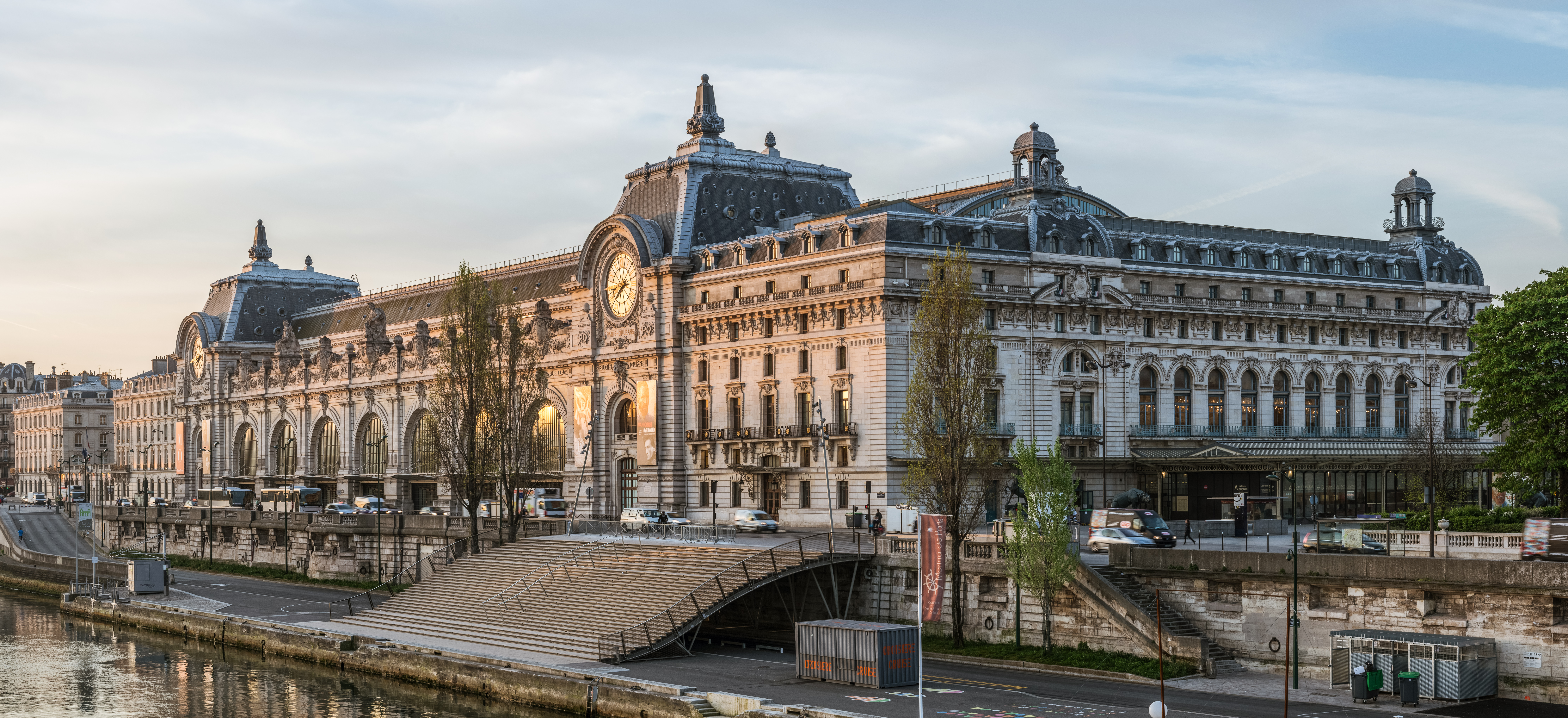
Façade de la gare d'Orsay.

Le théâtre d'Orsay est un théâtre disparu qui était situé à Paris, sur la rive gauche de la Seine, dans le 7e arrondissement.
Il fut inauguré en 1972, dans l'ancienne gare d'Orsay originellement conçue par l'architecte Victor Laloux en 1898. Jean-Louis Barrault y installe une structure démontable en bois, et présente des spectacles très variés. Les meilleurs succès publics seront Sous le vent des îles Baléares de Paul Claudel, Isabella Morra d'André Pieyre de Mandiargues, Ainsi parlait Zarathoustra d'après l'œuvre de Nietzsche, Les Nuits de Paris de Restif de la Bretonne, ou encore Zadig d'après Voltaire.
Cependant la gare doit être libérée pour devenir le musée d'Orsay, consacré au XIXe siècle. En 1981, la troupe émigre au Palais de Glace, qui devient alors le théâtre du Rond-Point ; Barrault y réinstalle à l'identique la structure en bois du théâtre d'Orsay.